# Lipowiec (powiat tomaszowski)
Lipowiec – wieś w Polsce położona w województwie lubelskim, w powiecie tomaszowskim, w gminie Tyszowce.
W latach 1975–1998 miejscowość należała administracyjnie do województwa zamojskiego.
Wieś jest sołectwem w gminie Tyszowce. Według Narodowego Spisu Powszechnego z roku 2011 wieś liczyła 50 mieszkańców.
Wierni Kościoła rzymskokatolickiego należą do parafii św. Leonarda w Tyszowcach.

## Historia
W wieku XIX wieś wymieniona w składzie gminy Miętkie, parafii Nabróż powiatu hrubieszowskiego.